# AEL Limassol (basket-ball)
Pour les articles homonymes, voir AEL Limassol.
Maillots
L' AEL Limassol est un club chypriote de basket-ball évoluant au plus haut niveau du championnat de Chypre. C'est une section du club omnisports l'AEL Limassol  qui est basé dans la ville de Limassol.
La section féminine appartient elle aussi à l'élite.

## Historique
Si le club omnisports fut fondé en 1930, la section basket-ball fut créée en 1966 et est l'un des membres fondateurs de la ligue chypriote de basket-ball. Avec l'assistance d'un professeur de sport, Michalaki Nikolaidi, AEL participa au premier championnat officiel en 1967. Le club est considéré comme celui régnant sur le championnat national avec 13 titres de champion, 9 Coupes nationales et 8 Supercoupes. De plus AEL est la seule équipe chypriote à avoir remporté un titre continental avec la Coupe du Challenge régional (conférence sud) de 2003. De 2003 à 2007, le club remporta 5 fois de suite le titre de champion national.
En 2007, le club prend le nom de Proteas EKA AEL Limassol, puis celui de Proteas Danoi AEL en 2010. Le club est dissout et disparait en octobre 2008.

## Palmarès
International
- Vainqueur de la FIBA Regional Challenge Cup (groupe sud) : 2003

National
- Champion de Chypre : 1974, 1978, 1980, 1982, 1983, 1985, 1987, 1988, 2003, 2004, 2005, 2006, 2007
- Vainqueur de la Coupe de Chypre : 1978, 1980, 1981, 1982, 1983, 1985, 2004, 2008, 2009
- Vainqueur de la Supercoupe de Chypre : 1985, 1988, 2003, 2005, 2006, 2007, 2008, 2009

## Entraîneurs successifs
- 2002-2005 :  Dragan Raca
- 2004 :  Yannis Christopoulos